# 素他瓦寺 (吞武里县)

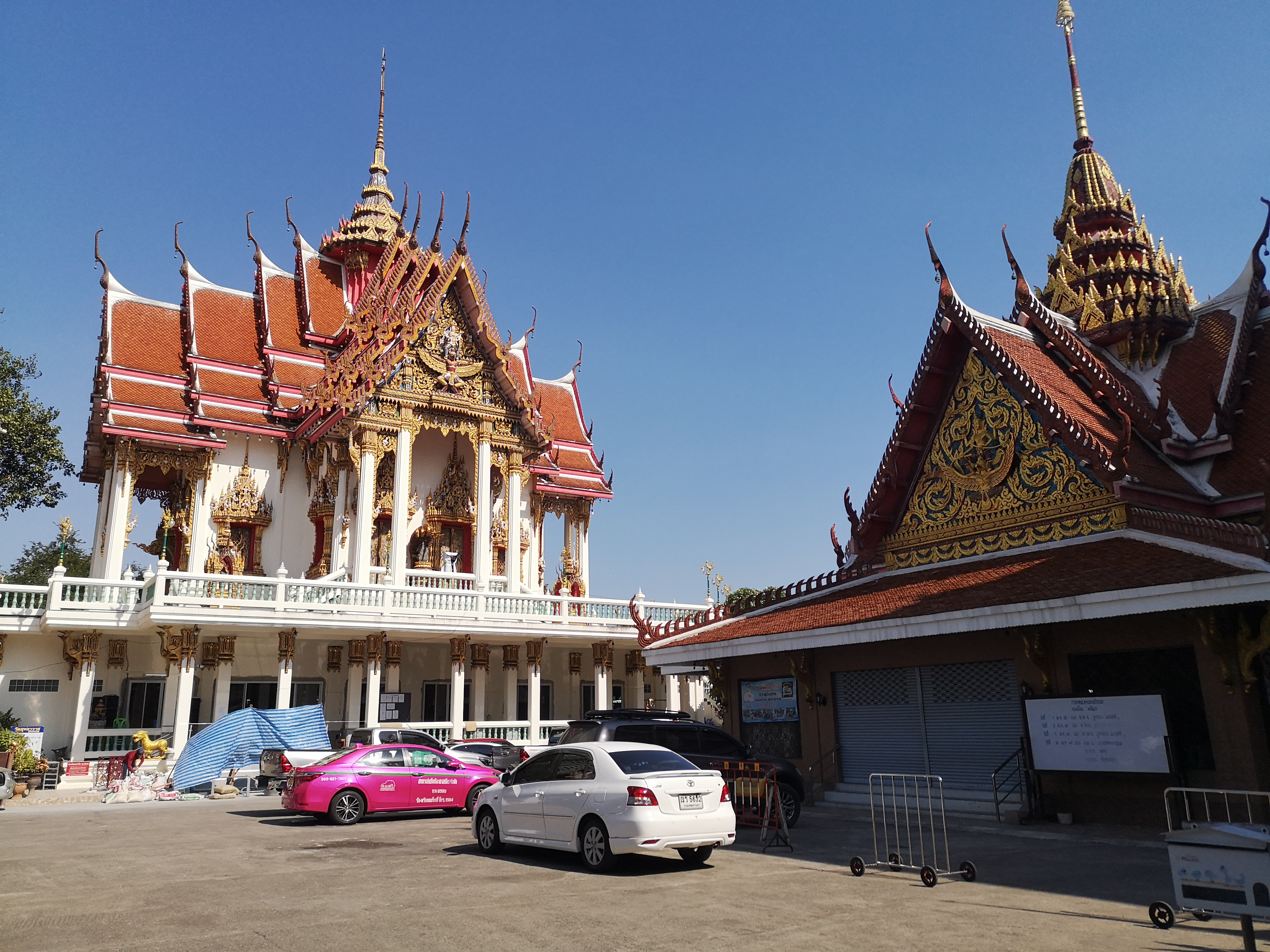
素他瓦寺。

素他瓦寺是一座位于泰国曼谷吞武里县布卡罗的皇家寺庙。
现任方丈是Phrakru Kasem Mongkolkit。